# Fate/Zero
Fate/Zero (яп. フェイト/ゼロ Фэйто/Дзэро, Судьба/Истоки) — ранобэ авторства Гэна Уробути, написанное под руководством компании Type-Moon и выпущенное совместно с Nitroplus в период с 29 декабря 2006 года по 29 декабря 2007 года как додзинси. В 2011 году в шести томах состоялось профессиональное переиздание произведения компанией Star Seas Company. Ранобэ является приквелом к визуальному роману Fate/stay night и повествует об обстоятельствах четвёртого состязания между магами, именуемого «Войной Святого Грааля» и происходящего в японском городе Фуюки за десять лет до событий игры.
С 2008 по 2010 год на четырёх дисках компанией HOBiRECORDS была выпущена радиопостановка Sound Drama Fate/Zero. В 2010 году было объявлено об адаптации ранобэ в формат манги и аниме-телесериала. С конца декабря 2010 по июнь 2017 года одноимённая манга авторства мангаки Синдзиро публиковалась издательством Kadokawa Shoten в журнале Young Ace. Всего было выпущено 14 томов, содержащих 74 главы.
Аниме-адаптация работы была осуществлена студией ufotable в виде двух сезонов, состоящих из 25 серий, срежиссированных Эй Аоки. Показ первого сезона проходил на различных телеканалах Японии в период с 2 октября по 25 декабря 2011 года, второго — с 8 апреля по 24 июня 2012 года. В 2012 году состоялся выпуск аниме-сериала на DVD и Blu-ray Disc. В 2012 году сериал удостоился ряда премий журнала Newtype, в частности одержал победу в категории «лучший аниме-телесериал года».

## Сеттинг и персонажи

Мастера Fate/Zero. Слева направо: Эмия Кирицугу, Кейнет Арчибальд, Тосака Токиоми, Уэйвер Вельвет, Котоминэ Кирэй, Урю Рюносукэ, Мато Кария.

События Fate/Zero разворачиваются в течение двух недель в японском городе Фуюки (яп. 冬木), за десять лет до произошедшего в визуальном романе Fate/stay night, и носят название «четвёртой Войны Святого Грааля». За двести лет до этого три семьи магов — фон Айнцберн, Мато и Тосака – решили объединить усилия для достижения «Истока» (яп. 根源 Конгэн) — силы, находящейся в центре всех измерений мира и являющейся безграничным источником магической энергии, способным выполнить любое желание мага. С этой целью на территории Японии, где отсутствовал контроль со стороны Ассоциации магов (яп. 魔術協会 Мадзюцу Кё:кай), в области подконтрольной семье Тосака (Фуюки) был сооружён комплекс для проведения ритуала, названный «Великий Святой Грааль» (яп. 大聖杯 Дай Сэйхай). Ими же была разработана концепция «слуг» (англ. Servant), чьи духовные сущности в ходе процесса должны были становиться частью Святого Грааля. Семья фон Айнцберн разработала сосуд для Святого Грааля, а Мато — систему «командных заклинаний» (яп. 令呪 Рэйдзю), то есть приказов абсолютного подчинения, для контроля над слугами. Первый ритуал призыва, впоследствии получивший название первой «Войны Святого Грааля» (яп. 聖杯戦争 Сэйхай Сэнсо:), закончился безрезультатно из-за возникновения конфликта между семьями, осознавшими, что Грааль сможет исполнить желание лишь одного человека.
С тех пор раз в шестьдесят лет на территории Фуюки регулярно делались новые попытки призыва, неизменно терпевшие фиаско. Начиная с третьей Войны, в ней начали принимать участие и сторонние маги, которым не было объявлено об истинной цели ритуала, а также был назначен наблюдатель со стороны Церкви (яп. 聖堂教会 Сэйдо: Кё:кай) для контроля противоборствующих сторон. Выбор мага для участия в грядущей Войне осуществляется самим Граалем из числа представителей трёх изначальных семей и иных кандидатов. Отобранный человек наделяется возможностью призвать на свою сторону слугу с помощью энергии Грааля и получает титул «мастера» (англ. Master). Призыв слуг может быть осуществлён лишь при наличии у мага «катализатора призыва» — предмета, непосредственно связанного с истинной личностью слуги. Всего в Войне имеют право принять участие семь мастеров, а в случае победы им предоставляется право осуществить собственное желание с помощью Грааля. Главными героями Fate/Zero являются два мастера — Эмия Кирицугу и Котоминэ Кирэй.
| Мастера в Fate/Zero                                                                              | Мастера в Fate/Zero | Мастера в Fate/Zero | Мастера в Fate/Zero   | Мастера в Fate/Zero | Мастера в Fate/Zero |
| Имя                                                                                              | Класс слуги         | Описание | Сэйю                  |                     |                     |
| ------------------------------------------------------------------------------------------------ | ------------------- | --- | --------------------- | ------------------- | ------------------- |
| Кирицугу Эмия (яп. 衛宮切嗣 Эмия Кирицугу)                                                       | Сэйбер              | Представляет в войне семью фон Айнцберн. Муж Айрисфиль и отец Иллиясфиль фон Айнцберн. До женитьбы был известен как «убийца магов» и занимался заказными убийствами волшебников, проводящих общественно опасные эксперименты. Желает обладать Граалем ради достижения всеобщего мира на Земле. Считает главным противником Котоминэ Кирэя. После войны стал приёмным отцом Эмии Сиро, поселился в Фуюки и скончался пять лет спустя.                                                 | Рикия Кояма Мию Ирино | [ 10 ]              |                     |
| Айрисфиль фон Айнцберн (яп. アイリスフィール・フォン・アインツベルン Айрисуфи:ру Фон Айнцубэрун) | Сэйбер              | Жена Эмии Кирицугу и мать Иллиясфиль фон Айнцберн. Гомункул, созданный семьёй фон Айнцберн в качестве сосуда Святого Грааля. До войны никогда не покидала пределов родного замка. Желает помочь в достижении мечты своего мужа ценой собственной жизни, хотя и не понимает до конца его идеалов. В ходе войны выступала в качестве мастера Сэйбер на поле боя. Убита Котоминэ Кирэем, после чего поглощена Ангра-Майнью, запечатанным в Граале.                                      | Саяка Охара           | [ 11 ]              |                     |
| Токиоми Тосака (яп. 遠坂時臣 То:сака Токиоми)                                                    | Арчер               | Представляет в войне семью Тосака. Отец Рин и Сакуры. Отдал последнюю на удочерение в семью Мато из-за традиции обучения магии лишь одного из детей в семье. За три года до начала войны заключил союз с наблюдателем войны от Церкви, чтобы передать Грааль в её руки, и взял в ученики Котоминэ Кирэя, с которым выступал в союзе во время войны. Предательски убит Котоминэ Кирэем с негласного одобрения собственного слуги.                                                     | Сё Хаями              | [ 12 ]              |                     |
| Кария Мато (яп. 間桐雁夜 Мато: Кария)                                                            | Берсеркер           | Представляет в войне семью Мато. В юном возрасте отказался от обучения магии и покинул семью Мато, но из-за удочерения Тосаки Сакуры, дочери его подруги детства Тосаки Аои, вернулся, дабы предотвратить обучение девочки магии жестокими методами семьи Мато и вернуть её матери. Ради улучшения магических умений вживил в своё тело магических червей, постепенно поглощающих его внутренние органы. Считает личным врагом Тосаку Токиоми. Скончался от истощения в конце войны. | Тарусукэ Сингаки      | [ 13 ]              |                     |
| Кирэй Котоминэ (яп. 言峰綺礼 Котоминэ Кирэй)                                                     | Ассасин             | Сын наблюдателя Войны Святого Грааля от Церкви — Котоминэ Ризэя. Ученик и союзник Тосаки Токиоми. До соглашения с семьёй Тосака служил экзекутором Церкви. Не понимает причины выбора его в качестве мастера Святым Граалем. Для получения ответов о смысле собственного существования ищет встречи с Эмией Кирицугу, которого считает подобным себе. После окончания войны был назначен новым наблюдателем, взял опеку над Тосакой Рин и поселился в Фуюки.                         | Дзёдзи Наката         | [ 14 ]              |                     |
| Рюносукэ Урю (яп. 雨生龍之介 Урю: Рю:носукэ)                                                     | Кастер              | Серийный убийца. Обнаружив древний китайский манускрипт об оккультизме, узнаёт о призыве духовных сущностей через людские жертвоприношения и проводит магический ритуал после убийства целой семьи. Вступает в Войну Святого Грааля для эстетического совершенствования собственных способов умерщвления людей, о которых узнаёт от слуги. Убит Эмией Кирицугу. | Акира Исида           | [ 15 ]              |                     |
| Уэйвер Вельвет (яп. ウェイバー・ベルベット Эйба: Бэрубэтто)                                      | Райдер              | Студент магической академии при «Часовой Башне» Ассоциации магов в Лондоне. Из-за желания признания на магическом поприще решает принять участие в Войне Святого Грааля. Для этого он похищает катализатор призыва слуги у Кейнета Арчибальда и уезжает в Японию, где проживает в загипнотизированной им семье канадцев, принимающих Уэйвера за собственного внука. После окончания войны продолжил магическую карьеру.                                                              | Дайсукэ Намикава      | [ 16 ]              |                     |
| Кейнет Арчибальд (яп. ケイネス・アーチボルト Кэйнэсу А:тиборуто)                                 | Лансер              | Потомственный маг, дворянин. Лектор «Часовой Башни» в Ассоциации магов. За выдающиеся магические способности получил почётный титул «лорд Эль-Меллой». Жених Сола-Уй Нуада-Ре София-Ри, с которой разделил обязанности мастера, оставив себе право отдавать приказы слуге и выступать, при необходимости, на поле боя. Убит помощницей Эмии Кирицугу — Хисау Майей. | Такуми Ямадзаки       | [ 17 ]              |                     |
| Сола-Уй Нуада-Ре София-Ри (яп. ソラウ・ヌァザレ・ソフィアリ Сорау Надзарэ Софиари)               | Лансер              | Дочь главы департамента призыва духовных сущностей «Часовой Башни» в Ассоциации магов, решившего выдать её по расчёту замуж за Кейнета Арчибальда. Дворянка из потомственной семьи магов. Будучи неединственным ребёнком в семье, не обучена магии. Из-за особенностей ритуала призыва, проведённого её женихом, выступает поставщиком магической энергии для слуги. Похищена и убита помощницей Эмии Кирицугу — Хисау Майей.                                                        | Мэгуми Тоёгути        | [ 18 ]              |                     |

Призванные для ведения Войны семь слуг являются материализованными духами мифологических и легендарных личностей, выведенных из цикла перерождений и существующих в Истоке. В зависимости от прижизненных умений каждый слуга причисляется к одному из семи классов, обладающих специфическими боевыми навыками. Долг слуги — в ходе войны устранить всех других призванных героев для возможности призыва Грааля. В случае гибели мастера слуга спустя некоторое время, определяемое классовыми способностями, также исчезает из реальности, однако он имеет право заключить соглашение с другим человеком, наделённого ранее способностями мастера. В качестве компенсации героическим духам за участие в войне установлено, что слуга-победитель также получает возможность исполнить собственное желание.
| Слуги в Fate/Zero                                | Слуги в Fate/Zero     | Слуги в Fate/Zero         | Слуги в Fate/Zero | Слуги в Fate/Zero        | Слуги в Fate/Zero | Слуги в Fate/Zero |
| Класс                                            | Истинная личность     | Мастер                    | Описание | Сэйю                     |                   |                   |
| ------------------------------------------------ | --------------------- | ------------------------- | --- | ------------------------ | ----------------- | ----------------- |
| Арчер (Archer с англ. — «Лучник»)                | Гильгамеш             | Тосака Токиоми            | Царь Героев. Предпочитает игнорировать приказы Тосаки Токиоми и проводить время за наблюдением современного мира. Из всех участников войны находит интересными лишь Котоминэ Кирэя, Сэйбер и Райдера. Проявляет к Сэйбер романтический интерес. В конце войны был облит жидкостью из Святого Грааля, благодаря чему получил возможность остаться в Фуюки.                                                             | Томокадзу Сэки           | [ 20 ]            |                   |
| Арчер (Archer с англ. — «Лучник»)                | Гильгамеш             | Котоминэ Кирэй            | Царь Героев. Предпочитает игнорировать приказы Тосаки Токиоми и проводить время за наблюдением современного мира. Из всех участников войны находит интересными лишь Котоминэ Кирэя, Сэйбер и Райдера. Проявляет к Сэйбер романтический интерес. В конце войны был облит жидкостью из Святого Грааля, благодаря чему получил возможность остаться в Фуюки.                                                             | Томокадзу Сэки           | [ 20 ]            |                   |
| Ассасин (Assassin с англ. — «Убийца»)            | Хасан ибн Саббах      | Котоминэ Кирэй            | Различные члены ордена ассасинов, принимавшие имя основателя низаритского учения, как своё собственное. Ввиду неоднократного расщепления личности герой воплощен в виде множества человек (каждая отдельная личность имеет собственное тело, в том числе в виде женщин и детей). Выполняют разведывательную функцию для Тосаки Токиоми. Побеждены Райдером.                                                           | Сатиэ Абэ Такуо Кавамура | [ 21 ]            |                   |
| Берсеркер (Berserker с англ. — «Берсерк»)        | Ланселот              | Мато Кария                | Рыцарь Круглого стола. Призван семьёй Мато в обезумевшей форме для компенсации недостаточных магических навыков Мато Карии. Скрывает лицо под шлемом и магической аурой. Несмотря на безумие инстинктивно узнаёт истинную личность Сэйбер и нападает на неё при любой возможности. Побеждён Сэйбер из-за прекращения притока магической энергии от мастера.                                                           | Рётаро Окиаю             | [ 22 ]            |                   |
| Кастер (Caster с англ. — «Заклинатель»)          | Жиль де Ре            | Урю Рюносукэ              | Синяя Борода. Обучает своего мастера изощрённым способам убийства людей и всячески помогает ему в этом. Видит в Сэйбер возрождённую в виде слуги Жанну Д’Арк и желает отвратить её от веры в Бога. Поглощён призванным им же осьминогоподобным монстром и побеждён Сэйбер. | Сатоси Цуруока           | [ 23 ]            |                   |
| Лансер (Lancer с англ. — «Копейщик»)             | Диармайд О’Дуйвне     | Кейнет Арчибальд          | Первый рыцарь Фианны. Вступил в Войну Святого Грааля, чтобы отречься от репутации соблазнителя и предателя, полученной при жизни. Верен кодексу рыцарской чести. Обладает проклятием привлекательности для женщин, из-за чего является объектом любовного интереса Сола-Уй. Покончил с собой по приказу Кейнета Арчибальда.                                                                                           | Хикару Мидорикава        | [ 24 ]            |                   |
| Лансер (Lancer с англ. — «Копейщик»)             | Диармайд О’Дуйвне     | Сола-Уй Нуада-Ре София-Ри | Первый рыцарь Фианны. Вступил в Войну Святого Грааля, чтобы отречься от репутации соблазнителя и предателя, полученной при жизни. Верен кодексу рыцарской чести. Обладает проклятием привлекательности для женщин, из-за чего является объектом любовного интереса Сола-Уй. Покончил с собой по приказу Кейнета Арчибальда.                                                                                           | Хикару Мидорикава        | [ 24 ]            |                   |
| Райдер (Rider с англ. — «Всадник»)               | Александр Македонский | Уэйвер Вельвет            | Царь Завоевателей. Харизматический лидер, слабо контролируемый Уэйвером Вельветом, однако считающий мастера собственным другом. Легко интегрируется в современный мир и проявляет интерес к военной технике. Желает заполучить Грааль для начала завоевания мира. Считает идеалы Сэйбер ложными и лично желает победы над ней. Побеждён Арчером.                                                                      | Акио Оцука               | [ 25 ]            |                   |
| Сэйбер (Saber с англ. — «сабля», букв. «Мечник») | Артурия Пендрагон     | Эмия Кирицугу             | Король Рыцарей. Строго следует кодексам рыцарской чести, из-за чего конфликтует с Эмией Кирицугу, осуждая его методы ведения войны путём убийства других мастеров. Выступает телохранителем своего фиктивного мастера — Айрисфиль фон Айнцберн. Желает заполучить Грааль, чтобы до конца исполнить свой долг перед страной и защитить её от иноземных захватчиков. Уничтожила Святой Грааль по приказу Эмии Кирицугу. | Аяко Кавасуми            | [ 26 ]            |                   |
| Сэйбер (Saber с англ. — «сабля», букв. «Мечник») | Артурия Пендрагон     | Айрисфиль фон Айнцберн    | Король Рыцарей. Строго следует кодексам рыцарской чести, из-за чего конфликтует с Эмией Кирицугу, осуждая его методы ведения войны путём убийства других мастеров. Выступает телохранителем своего фиктивного мастера — Айрисфиль фон Айнцберн. Желает заполучить Грааль, чтобы до конца исполнить свой долг перед страной и защитить её от иноземных захватчиков. Уничтожила Святой Грааль по приказу Эмии Кирицугу. | Аяко Кавасуми            | [ 26 ]            |                   |

## История создания

Развитие дизайна облика Эмии Кирицугу.

История взаимоотношений Гэна Уробути с Type-Moon началась в 2002 году, когда тот познакомился с её основателем — Киноко Насу. До этого момента Уробути уже был известным автором сценариев различных визуальных романов компании Nitroplus, таких как Phantom of Inferno и Kikokugai: The Cyber Slayer. Поскольку Type-Moon в то время готовилась к переходу в полностью коммерческий статус и нуждалась в расширении штата сотрудников, соучредителем компании Такаси Такэути было выдвинуто предложение по привлечению Уробути к переложению в текст сценария визуального романа Fate/stay night, находившегося в стадии активной разработки. Как вспоминал в дальнейшем сам Уробути, в то время у него имелось резко отрицательное отношение к работе внутри жёстких сюжетных рамок, установленных другими авторами, и он выразил свою незаинтересованность в проекте.
Два года спустя, выпустив свой первый визуальный роман Fate/stay night и начав разработку его сиквела — Fate/hollow ataraxia, руководство Type-Moon вновь вернулось к идее сотрудничества с Уробути, несмотря на уже укомплектованный штат персонала, поскольку признавало его писательские способности. В этот период Уробути, после выпуска визуального романа Saya no Uta в конце 2003 года, находился в творческом кризисе и всерьёз задумывался о прекращении карьеры писателя. По словам Киноко Насу, во время очередной встречи между ними, когда был поставлен вопрос о сотрудничестве, Уробути вместо участия в разработке Fate/hollow ataraxia предложил написать рассказ о событиях четвёртой Войны Святого Грааля. К тому моменту у Насу уже имелись собственные наброски по этой теме в виде описания финального противостояния Эмии Кирицугу и Котоминэ Кирэя, и потому эта идея была воспринята обоими учредителями Type-Moon с энтузиазмом.
Погрузившись в работу, Уробути скоро осознал, что готов описать всю войну целиком, не ограничиваясь малым форматом, и начался процесс проработки побочных сюжетных линий. По совету Киноко Насу первой из них стало противостояние Сэйбер с Гильгамешем и Александром Македонским с целью высмеять идеалы одной из главных героинь Fate/stay night. По словам Уробути, мифологические аспекты историй отдельных героев повествования использовались лишь в качестве базиса для развития фабулы и не влияли в полной мере на итоговую работу с их образами. На формирование жёсткой эстетики ранобэ повлияло неприятие автором моэ-фансервиса, набиравшего обороты в те годы в аниме-индустрии. На формирование стиля текста, по словам автора, сказалось желание сохранить в рамках допустимого стиль Киноко Насу.
Уробути занимался созданием персонажей самостоятельно, однако, как он вспоминал в дальнейшем, 90% всех предложений были приняты Киноко Насу только потому, что у самого автора Fate/stay night имелись собственные аналогичные взгляды на развитие сюжета и персонажей. Единственным героем полностью созданным Уробути стала лишь помощница Кирицугу — Хисау Майя. Образ Айрисфиль фон Айнцберн и её роль в Войне Святого Грааля в качестве фактического мастера были продиктованы желанием создать условия, в которых Сэйбер во время событий Fate/stay night не испытывала бы слишком уж сильной неприязни к Эмии Кирицугу, которая могла бы передаться и на его приёмного сына — Эмию Сиро — и внести, тем самым, диссонанс в оригинальную работу. Тяжёлым для Уробути, по его словам, стало создание характера Лансера, отличавшегося привлекательной внешностью, поскольку, по мнению писателя, эта характеристика означала, что итоговый образ должен быть непременно «глупым или злым». Для решения этой проблемы и придания персонажу трагичности Уробути воспользовался сюжетными ходами истории Лансера из Fate/stay night, что в итоговом варианте вызвало удивление у Киноко Насу.
В ходе подбора героических личностей на роль слуг наиболее противоречивым стал персонаж Кастер, которого автор хотел реализовать как одного из Восьми Бессмертных даосского пантеона, но получил отказ от Киноко Насу, настаивавшего на использовании героев лишь западной традиции. Итоговое решение по кандидатуре Жиля де Ре на эту роль, по словам Уробути, объясняется желанием подчеркнуть первые впечатления автора от знакомства с визуальным романом Fate/stay night, в котором он изначально предполагал, что за личиной Сэйбер скрывается Жанна д’Арк, а не женская версия Короля Артура. Выбор способности Кастера в виде призыва осьминогоподобных монстров явился отсылкой к любимой в детстве настольной ролевой игре Уробути, основанной на рассказе Говарда Лавкрафта «Зов Ктулху». Проработка персонажей, по словам Уробути, велась в виде акцентирования внимания на различиях с другими героями произведения (линии Уэйвер-Райдер, Сэйбер-Кирицугу и т.д.) с целью придания каждому из них собственного уникального характера.
Реализация некоторых сюжетных ходов претерпевала существенные изменения в ходе написания ранобэ. Так например, изначально образ Уэйвера Вельвета должен был быть сходен Нобите Ноби из манги «Дораэмон», отличавшегося ленивыми чертами характера, но в конечном счёте он был пересмотрен в сторону более способного и тщеславного. В полной мере относительно исходной задумки была реализована сцена битвы на летательных аппаратах между Берсеркером и Гильгамешем, базировавшаяся на образах из меха-франшизы Macross. Уробути испытывал трудности и при выбора способа смерти Тосаки Токиоми, отца Тосаки Рин из Fate/stay night, поскольку последняя должна была унаследовать от него добрые черты характера; по этой причине обстоятельства его гибели были развёрнуты под предательство со стороны Котоминэ Кирэя. Финальная битва между Кирэем и Эмией Кирицугу была названа Уробути «самой трудной боевой сценой в романе» для него как писателя, по причине сильного дисбаланса сил, по мнению автора, между противниками (Кирицугу обладал огнестрельным оружием, магией и регенерацией от пассивной способности Сэйбер, в то время как Котоминэ был лишь мастером боевого искусства бацзицюань). Для проработки деталей этого сражения Уробути были использованы образы из некоторых фильмов Тони Джаа, Брюса и Джета Ли, но его основу составили сцены из гонконгских фильмов «Тридцать шесть ступеней Шаолиня» и «Властелины стихий».
Работами по созданию дизайна персонажей руководил Такаси Такэути. По требованиям Гэна Уробути и Киноко Насу женские визуальные образы (в частности, Айрисфиль и Сола-Уй) были изменены по сравнению с первоначальными эскизами иллюстратора, поскольку сценаристы сочли их «слишком милыми», что могло бы сделать, по их мнению, сцены с участием таких героинь излишне комичными. Поскольку деталям внешности Эмии Кирицугу в визуальном романе Fate/stay night было уделено малое внимание, его дизайн был частично переработан с учётом пожелания Киноко Насу, чтобы главный герой Fate/Zero оставался в душе ребёнком. По мнению Такаси Такэути, итоговый облик Кирицугу хорошо подходит типичному герою сёнэн-манги, а Гэн Уробути для подчёркивания этого, по совету Насу, использовал в речи главного героя личное местоимение «боку» (яп. 僕), наиболее характерное для просторечной речи юношей в японском языке.
Черновой вариант первого тома ранобэ был окончен уже зимой 2004 года, когда Type-Moon ещё не закончила разработку Fate/hollow ataraxia, но из-за трудностей внутри компании выпуск его в печатной форме был отложен на неопределённый срок. В конце 2005 года уже сам Уробути выступил с предложением отсрочить публикацию до выпуска аниме-сериала Studio Deen по Fate/stay night для обеспечения большей популяризации приквела к нему. В итоге, первый том ранобе был представлен публике на 71-м Комикете, а 29 декабря 2006 года поступил в продажу.

## Издания
Первое издание ранобэ производилось непосредственно компанией Type-Moon при сотрудничестве с Nitroplus как додзинси, распространяемое в специализированных магазинах Акихабары и через интернет-продажи. Выпуск новых томов книги производился раз в три месяца и был закончен 29 декабря 2007 года вместе с выходом четвёртой книги на 73-м Комикете. Приложением к последнему тому был выпущен графический альбом All Over/Zero: Fate/Zero conclusion memorial book.
8 ноября 2010 года компанией Type-Moon было объявлено о профессиональном переиздании Fate/Zero компанией Star Seas Company, причём изначальные четыре тома были разделены на шесть, которые выпускались ежемесячно в течение первой половины 2011 года (с 11 января по 10 июня). В декабре 2013 года компания Sharp Point Press лицензировала роман для выпуска на Тайване. Ранее Гэн Уробути подчеркивал, что выпуск Fate/Zero на иных языках, в частности на английском, не будет осуществляться до официального выхода на них локализованных версий визуального романа Fate/stay night, поскольку считает недопустимым отсутствие знаний у читателя о первоисточнике. Тем не менее в 2017—2018 году издательством Kotori было осуществлено издание ранобэ на польском языке.
В 2015 году Fate/Zero был награждён премией Sugoi Japan Award от газеты «Ёмиури симбун» как одно из десяти лучших ранобэ последнего десятилетия.
С 30 декабря 2014 года в виде ранобэ была начата публикация спин-оффа The Case Files of Lord El-Melloi II авторства Макото Санды, повествующего о приключениях повзрослевшего Уэйвера Вельвета. С 2017 года в журнале Young Ace выпускается манга-адаптация работы, а летом 2019 года был выпущен аниме-сериал производства студии Troyca.

## Аниме-сериал

### Концепция и создание

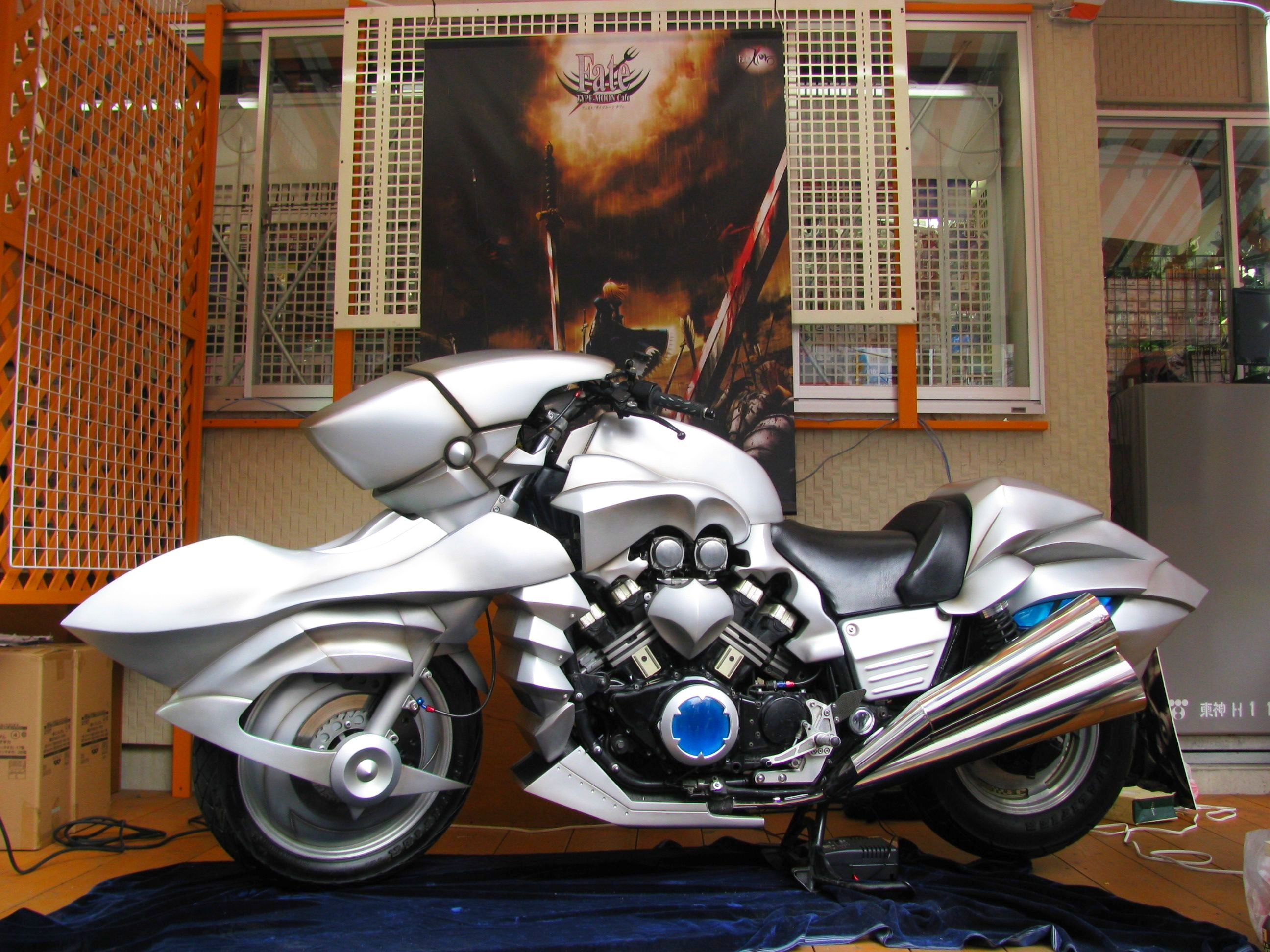
Реплика мотоцикла Сэйбер из аниме-сериала.

Идея экранизации ранобэ появилась у будущего продюсера сериала, президента компании Aniplex, Ацухиро Иваками в 2007 году, после знакомства с первым и единственным выпущенным на тот момент томом произведения. Он предложил скорейшее аниме-воплощение работы соучредителю Type-Moon Такаси Такэути, но получил отказ в рассмотрении вопроса до полной публикации романа. В 2008 году Такэути разрешил планирование адаптации в виде аниме-сериала после выпуска серии фильмов по Kara no Kyoukai. Из-за наличия времени до окончания работ студии ufotable по Kara no Kyoukai Иваками предложил Гэну Уробути написать оригинальный сценарий для другого сериала, ставшего впоследствии обладателем различных аниме-премий — Mahou Shoujo Madoka Magica.
Осенью 2010 года, в период финальной редакции фильма Kara no Kyoukai: Epilogue и после объявления о профессиональном переиздании ранобэ Fate/Zero, в студии ufotable состоялось совещание, на котором присутствовали Иваками, Такэути и Уробути и обсуждались первые детали будущей экранизации. Тогда же по требованию Type-Moon на должность режиссёра картины был утверждён Эй Аоки, чья работа по отдельным фильмам Kara no Kyoukai была сочтена успешной. Изначально было разработано два формата телевизионного сериала из 28 и 22 серий (с учётом и без учёта дополнительных по сравнению с ранобэ сцен), оба из которых были отвергнуты Aniplex по причине несоответствия стандартам телевизионного сезона. В итоге, был принят компромиссный вариант из 25 серий, первая из которых должна была иметь увеличенный хронометраж для знакомства зрителя со всеми персонажами произведения. На отдельные роли при создании сериала были также назначены люди, зарекомендовавшие себя во время работ по Kara no Kyoukai: разработка дизайна персонажей и роль ведущих аниматоров была доверена Ацуси Икарии и Томонори Судо, написание сценария — Акире Хияме. Продюсером от ufotable стал глава студии Хикару Кондо. 21 декабря 2010 года в выпуске журнала Young Ace о будущей экранизации было объявлено общественности.
По мнению режиссёра картины Эй Аоки, исходный литературный материал Уробути был лёгок к адаптации благодаря своей структуре в виде чередующихся эпизодов. Аоки воспринял, по собственным словам, назначение на пост режиссёра Fate/Zero с энтузиазмом, поскольку из-за особенностей оригинального произведения получил возможность бросить вызов сложившемуся в индустрии стереотипу: «без моэ нет аниме». Автор ранобэ Гэн Уробути был назначен консультантом и производил корректировки сценария каждой серии аниме. По словам самого Уробути, он предоставлял коллективу ufotable максимальную свободу творческого осмысления некоторых элементов, связанных непосредственно с адаптационной частью. С самого старта проекта, как вспоминал Эй Аоки, по требованию продюсерского состава в сюжет была включена целая серия, отсутствовавшая в оригинальном романе, о похождениях Тосаки Рин, спасающей детей из рук Кастера и Урю Рюносукэ. Аоки отмечал, что эта придуманная побочная история должна была, по его мнению, добавить «оптимистические ноты к повествованию, в котором все дети были убиты». Уробути хотя и принял в готовую редакцию сериала этот эпизод, впоследствии указывал, что описываемая сцена спасения никак «не могла быть совершена ребёнком». Также Уробути отмечал, что указывал аниматорам на особую значимость сцен с участием Берсеркера для раскрытия характера Сэйбер.
Команда мультипликаторов при разработке облика персонажей руководствовалась желанием, соответствуя изначальному дизайну Такаси Такэути, максимально экспериментировать со стилем, поскольку исходные зарисовки иллюстратора Type-Moon состояли лишь из простых линий и форм. В частности, было принято решение об уменьшении размера глаз персонажей, прорисовке дополнительных линий в одежде и причёсках. По примеру Kara no Kyoukai было решено использовать полностью ручную рисованную мультипликацию героев. Художник Котори Кирихара отмечал, что наиболее сильные изменения по сравнению со стилем Такэути произошли с внешним обликом Гильгамеша, ставшего благодаря большей детализации похожим, по мнению Кирихары, «на бисёнэна из отомэ-игр». В сериале был применён принцип тотальной анимации со сменой фоновых изображений со скоростью не менее трёх кадров в секунду, что, по мнению Эй Аоки, должно было «добавить свежести сценам». Со слов Томонори Судо, наибольшие затруднения в производственном процессе вызывало создание 3D компьютерной графики и её совмещение с фоновыми изображениями. В частности, эффекты дыма и чёрной ауры Берсеркера, а также передача полёта пуль, на взгляд дизайнера, тяжело интегрировались в общий видеоряд и требовали существенного большего времени для отладки отражений и плавности анимации по сравнению с остальными деталями.

### Выпуск и награды

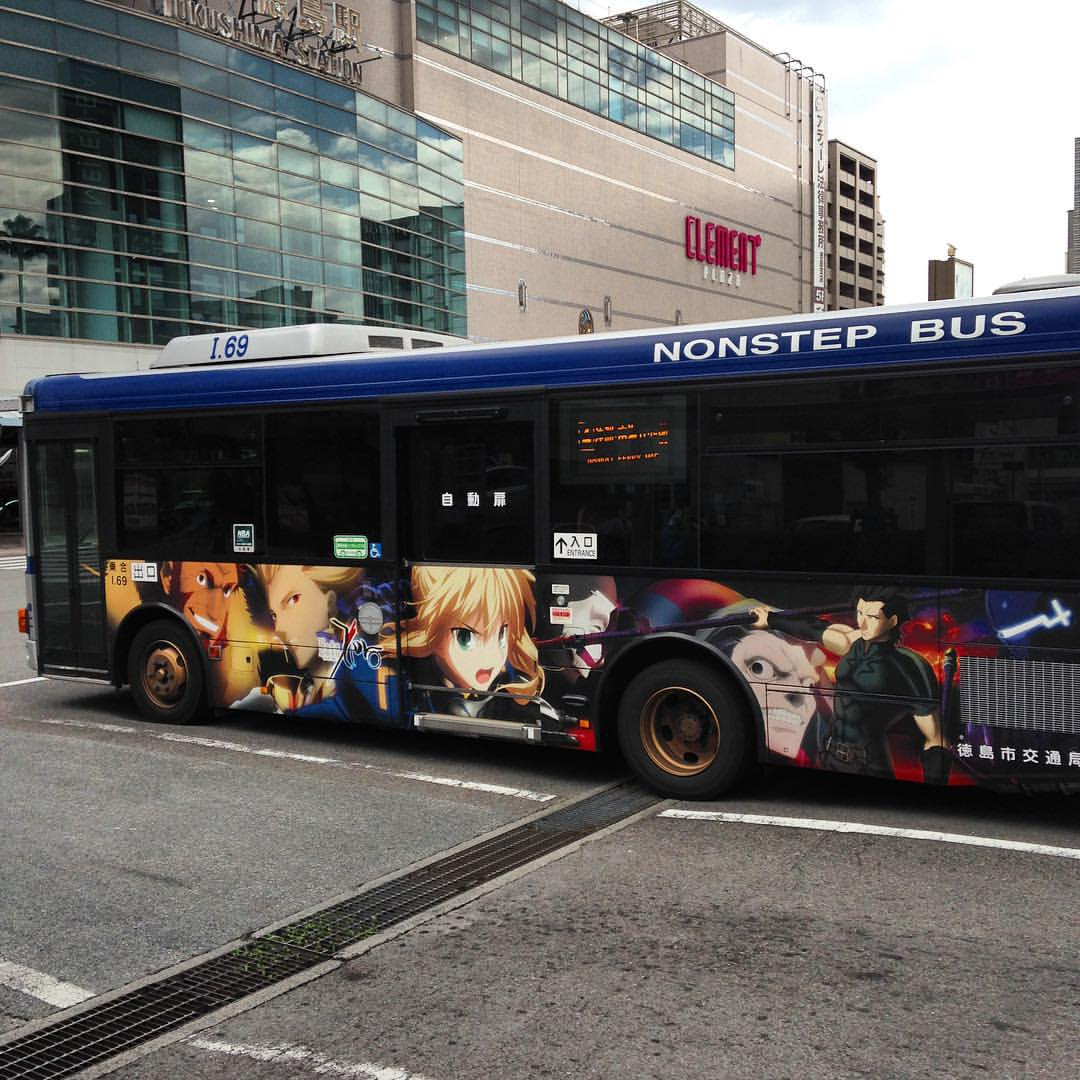
Автобус в Токусиме с рекламой Fate/Zero.

В 2011 году студией ufotable было принято решение о разделении сериала на два сезона по 13 и 12 серий соответственно, с перерывом в 4 месяца. Данный шаг был продиктован желанием команды аниматоров осуществить более качественную проработку изображения, которая отнимала наибольшее количество времени. Летом того же года стартовала рекламная кампания сериала. Для достижения наибольшего охвата телезрителей компания Aniplex пошла на соглашение с Nico Nico Douga для потокового вещания сериала в сети интернет одновременно с японскими трансляциями. С этой целью сериал был снабжён дорожкой субтитров на восьми языках: английском, немецком, французском, китайском (упрощённые и традиционные иероглифы), итальянском, испанском и корейском.
Телевизионный показ первого сезона стартовал 2 октября 2011 года на каналах Tokyo MX, Nippon BS Broadcasting, Gunma TV, TV Hokkaido, TV Kanagawa, TV Aichi, Chiba TV, TV Saitama, TVQ Kyushu Broadcasting, Mainichi BS, Kids Station и Tochigi TV, причём одним из требований студии стал максимально возможный близкий по времени показ серий на различных каналах в ночное время, и осуществлялся по 25 декабря. Приобретённые телеканалами контракты включали в себя и будущий показ второго сезона, поэтому он транслировался на тех же станциях в период с 8 апреля по 24 июня 2012 года.
Выпуск Blu-ray Disc первого сезона состоялся 7 марта 2012 года. В первую неделю продаж был побит рекорд, установленный ранее сериалом «Меланхолия Харухи Судзумии», причём количество проданных дисков было превышено на 12 тысяч копий (43 и 31 тысяча, соответственно). По данным компании Oricon записи первого сезона имели наибольший объём продаж среди всей аналогичной аниме-продукции в 2012 году. Диски второго сезона поступили в продажу 19 сентября 2012 года Также с 21 декабря 2011 по 26 сентября 2012 года производился выпуск сериала на девяти DVD дисках, каждый из которых содержал от одной до трёх серий. В дальнейшем сериал был лицензирован и издан компанией Aniplex of America на территории Северной Америки, Madman Entertainment — в Австралии, MVM Films — в Великобритании и Ирландии, Kazé — во Франции.
В качестве дополнительного материала к выпуску Blu-ray Disc со вторым сезоном сериала студией ufotable и сценаристом Type-Moon Киноко Насу была подготовлена шестисерийная OVA — Onegai! Einzbern Soudanshitsu (яп. お願い！アインツベルン相談室 Онэгай! Айнцубэрун со:дансицу, букв. «Пожалуйста! Консультационный центр Айнцберн»), в которой от лица Айрисфиль фон Айнцберн рассказываются в комедийном стиле некоторые детали сюжетных ходов после смерти персонажей, по аналогии с «додзё Тайги» из визуального романа Fate/stay night.
Сериал удостоился множества наград от журнала Newtype по итогам 2012 года. Fate/Zero одержал победу в категориях «Лучший аниме-сериал» и «Лучший коммерческий проект». За работу над проектом студия ufotable получила награду «Лучшей аниме-студии года», композитор Юки Кадзиура — за «Лучший саундтрек», Райдер был признан «Лучшим мужским персонажем», а его сэйю Акио Оцука — «лучшим актёром». Озвучивавшая роль Айрисфиль фон Айнцберн, Саяка Охара по итогам 2012 года получила награду Seiyu Awards в категории «Лучшая актриса второго плана».

## Манга
21 декабря 2010 года одновременно с новостью о начале создания аниме в журнале Young Ace издательства Kadokawa Shoten было сообщено о грядущей манга-адаптации ранобэ. Иллюстратором был утверждён мангака Синдзиро, также занимавшийся выпуском оригинальной серии Taboo Tattoo. Выпуск первого танкобона состоялся в журнале Young Ace 29 декабря 2010 года. Всего было выпущено 14 томов, содержащих в сумме 74 главы. Выпуск серии окончился 2 июня 2017 года вместе с публикацией дополнительной главы, хотя финальный том манги вышел 2 мая того же года. В период с 2011 по первую половину 2014 года адаптация входила в число 40 наиболее продаваемых манг в Японии. В последующие годы манга была лицензирована для издания на Тайване, во Франции, Италии и Северной Америке.
Помимо основной серии 4 июля 2013 года Kadokawa Comics A был издан том комедийной манги Fate/Zero Kuro (яп. Fate/Zero 黒 Фэйто/Дзэро Куро, букв. «Судьба/Ноль Чёрная») авторства Мэндори, который состоял из десяти глав. Также с 10 августа 2012 по 10 сентября 2014 года в журнале Newtype публиковалась ёнкома Fate/Zero Cafe от студии ufotable, выполненная в тиби-стиле. По сюжету комикса Сэйбер, Лансер, Уэйвер Вельвет и Ассасины занимаются обслуживанием в токийском кафе, которое посещают другие герои ранобэ. 13 июля 2013 года ёнкома была экранизирована ufotable в виде восьми коротких серий и демонстрировалась в конце показа 3D-версии фильмов Kara no Kyoukai.

## Музыка и радиопостановки
Вместе с выпуском последнего тома ранобэ 29 декабря 2007 года компанией HOBiRECORDS был издан альбом с саундтреком RETURN TO ZERO - Fate/Zero Original Image Soundtrack, представляющим сцены и персонажей, описываемых в печатной продукции. Звуковые дорожки были созданы и записаны на CD и DVD дисках ZIZZ STUDIO, дизайн обложки был разработан Такаси Такэути; альбом распространялся на 73-м Комикете.
С 2008 по 2010 год на четырёх дисках компанией HOBiRECORDS была выпущена радиопостановка Sound Drama Fate/Zero, повествующей о событиях описываемых в ранобэ и озвученной будущими сэйю аниме-сериала. Подбор актёров на роли осуществлялся под личным контролем Такаси Такэути, Киноко Насу и Гэна Уробути. Из-за решения использовать полифонию и различные звуковые эффекты (например, стрельбы и взрывов) в ряде сцен всего в постановке было задействовано 40 сэйю. Для улучшения качества звука при записи применялась смена мелодических и гармонических соотношений через обращение. В качестве вступительных заставок в постановке использовались песни «SAMSARA» и «Moon Cradle~Ten no Yobi Goe~» в исполнении Канако Ито и Саяки Охары, соответственно. С 29 января 2009 по 1 июля 2010 года производилось вещание интернет-радиопостановки Sound Drama Fate/Zero -Rajiomateriaru- с сэйю Саякой Охарой (Айрисфиль фон Айнцберн), Рикией Коямой (Эмия Кирицугу), Аюми Цунэмацу (Хисау Майя); всего было произведено 35 выпусков.
Для создания музыкального сопровождения аниме-сериала Fate/Zero студией ufotable была приглашена композитор Юки Кадзиура, ранее принимавшая участие в звуковом оформлении всех фильмов компании по Kara no Kyoukai. По причине наличия в сценарии большого количества диалогов, в том числе во время боевых сцен, саундтрек к адаптации был выполнен в приглушённом звучании с оркестровым оформлением. В течение всего первого сезона открывающей композицией служила песня «oath sign» в исполнении LiSA, во втором — «to the beginning» от Kalafina, причём каждая из композиций была издана впоследствии исполнителями в качестве синглов. Музыкальные темы закрывающих заставок двух сезонов — «Memoria» и «Sora wa Takaku Kaze wa Utau» — были представлены Эйр Аои и Луной Харуной, соответственно. Для обеих певиц эти песни стали дебютными на профессиональной сцене. Во втором сезоне в 18 и 19 сериях, изображающих юные годы Эмии Кирицугу, открывающие композиции отсутствовали, а в качестве закрывающей использовалась песня группы Kalafina «Manten».
К выпуску издания аниме-сериала на Blu-ray Disc Гэном Уробути был подготовлен сценарий радиопостановки, повествующей о начале романа между Эмией Кирицугу и Айрисфиль фон Айнцберн. Роли были озвучены Саякой Охарой, Рикией Коямой, Аюми Цунэмацу и Юдзуру Фудзимото (Юбштахайт «Ахт» фон Айнцберн). 7 марта 2012 года радиопостановка вместе с музыкальными композициями сериала была включена в качестве бонуса к записи первого сезона аниме.
| №                   | Название                                             | Автор(ы)                                       | Длительность |
| ------------------- | ---------------------------------------------------- | ---------------------------------------------- | ------------ |
| 1.                  | «Introduction»                                       | Тосимити Исоэ                                  | 0:23         |
| 2.                  | «Starlit Faith»                                      | Тосимити Исоэ, Рёдзи Тоёда, Кадзухиро Ватанабэ | 4:42         |
| 3.                  | «Summon»                                             | Каори Цуцуи                                    | 2:55         |
| 4.                  | «The "KARIYA'S" Theme»                               | Синтаро Дзимбо                                 | 3:32         |
| 5.                  | «The Battlefield»                                    | Ё Ояма                                         | 4:14         |
| 6.                  | «The Gilgamesh»                                      | Каори Цуцуи                                    | 4:13         |
| 7.                  | «Caster's Battle»                                    | Синтаро Дзимбо                                 | 3:21         |
| 8.                  | «Kings Sessions»                                     | Ясухико Татибана                               | 2:44         |
| 9.                  | «The Lancer»                                         | Ё Ояма                                         | 5:20         |
| 10.                 | «Excalibur ZIZZ ver.» (約束された勝利の剣 ZIZZ ver.) | KATE, Кеита Хага, Тосимити Исоэ                | 3:02         |
| 11.                 | «The Dogfight»                                       | Синтаро Дзимбо                                 | 2:58         |
| 12.                 | «Angra Mainyu ZIZZ ver.» (この世全ての悪 ZIZZ ver.)  | KATE, Тосимити Исоэ                            | 3:06         |
| 13.                 | «A Dreams»                                           | Каори Цуцуи                                    | 3:08         |
| 14.                 | «The Berserker»                                      | Ё Ояма                                         | 4:08         |
| 15.                 | «Beginning Oath»                                     | Канако Ито, Тосимити Исоэ, Кадзухиро Ватанабэ  | 4:06         |
| Общая длительность: | Общая длительность:                                  | Общая длительность:                            | 51:53        |

## Критика

### Сюжет
Аниме-адаптация студии ufotable была благосклонно принята критиками, преимущественно акцентировавших внимание на сюжетных особенностях исходного литературного материала. По мнению рецензентов, сюжет произведения отличался хорошей интригой, продуманными, логичными и непредсказуемыми сюжетными поворотами, а также проработанными деталями сеттинга и взаимоотношений между противоборствующими сторонами. Критик Anime News Network Джейкоб Чэпмен оценил сюжет работы, как «универсальную, мощную и умело рассказанную историю».
Особо рецензентами выделялось раскрытие характеров персонажей, каждому из которых, по их мнению, было уделено определённое внимание необходимое для очерчивания особенностей его личности и целей в войне, и ни один из них «не был незаслуженно забыт». Обозреватель Anime UK News отмечал, что каждый из героев произведения не является «чёрно-белым, а имеет собственную уникальную повестку», выходящую за границы стереотипов о добре и зле. Критик от интернет-портала Tanuki.pl указывал на удачную попытку Уробути отхода от шаблонных сюжетных ходов и особенностей персонажей, характерных для других работ в аниме-индустрии.
При сравнении с визуальным романом Fate/stay night обозреватели положительно отмечали переход к взрослым персонажам с куда более серьёзными и разнообразными методами и целями войны, нежели в подростковом антураже родоначальника вселенной Fate, где наличествовал типичный для сёнэн-произведений принцип «защиты друзей». При этом, рецензент Anime News Network Терон Мартин дополнительно обращал внимание на присутствие в сюжете всех основных персонажей визуального романа, что тесно связывает Fate/zero с общей историей мира, в частности, критик отметил проявившееся у него возросшее понимание деталей взаимоотношений Сэйбер с Эмией Сиро, возникшее после ознакомления с Fate/Zero.
Критики называли в числе наиболее понравившихся им персонажей различных героев произведения. Наиболее часто выделялась линия взаимоотношений Уэйвера Вельвета и Райдера, сцены с которыми одновременно и разряжали юмором тяжёлую атмосферу произведения, и демонстрировали постепенное проявление всё более мужественных черт у Уэйвера, являвшегося самым юным участником этой войны. Также положительно, на взгляд обозревателей, было отмечено протянутое сквозь весь сюжет противостояние трёх правителей (Гильгамеша (Царя Героев), Александра Македонского (Царя Завоевателей) и Артурии (Короля Рыцарей)), заключавшееся в сравнении их взглядов на цели и методы управления государством и людьми; причём наибольшую симпатию критиков вызвал харизматический подход Райдера, а взгляды Сэйбер были признаны «слабейшими из всех». Рецензент Tanuki.pl отметил, что эта «амбициозная тема была подана весьма аккуратно» и не вызывала «отторжения от общей сюжетной канвы». Крис Беверидж из The Fandom Post также счёл удачным сюжетный ход в виде финального сражения между Сэйбер и Берсеркером (где выясняется, что под маской последнего скрывался бывший рыцарь Артурии — Ланселот), позволяющим дополнительно раскрыть ошибочность взглядов Короля Рыцарей через её душевные страдания.
Негласная связь между главными героями произведения — Эмией Кирицугу и Котоминэ Кирэем — также была расценена критиками как удачная, несмотря на тот факт, что их личная встреча состоялась лишь в момент кульминации. Кроме того, отмечалось и медленное раскрепощение Котоминэ в ходе общения с Гильгамешем, которое, по словам Джейкоба Чэпмена, являлось «умелым сочетанием вавилонского эпоса с падением Фауста». Обозреватель Kotaku оценил внутреннюю борьбу между идеалами и методами Эмии Кирицугу как убедительную, а Крис Беверидж — как ключевую в понимании его гуманности. Другие же рецензенты отмечали важность включения сцен из детства Кирицугу для общего понимания сюжета. Противопоставление Эмии и Сэйбер также было отмечено критиками.
Двойственно была воспринята побочная сюжетная линия между Лансером, Кейнетом Арчибальдом и Сола-Уй: по мнению критика из UK Anime Network, сложившийся любовный треугольник и его драматическая развязка были исполнены качественно. Однако, на взгляд Джейкоба Чэпмена, предпосылки и вклад подобного сюжетного хода в общую картину мира были крайне малы, а предсмертная речь самого Лансера была сравнена с Меркуцио из «Ромео и Джульетты» Шекспира. С положительной стороны некоторыми рецензентами были оценены также линии Мато Карии и Урю Рюносукэ, однако постепенное падение Карии, согласно Kotaku, могло быть освящено и более подробно.
Критики, в основном, положительно отмечали мрачную и пессимистическую эстетику произведения и глубину его проработки. Кроме того, часть рецензентов указывала на ряд кровавых сцен, серьёзно увеличивавших возрастной рейтинг произведения. Обозреватель UK Anime Network отметил, что после 2011 года в среде англоязычных фанатов аниме Уробути удостоился прозвища «Urobutcher» (с англ. — «Мясник Уро») за создание Saya no Uta, Mahou Shoujo Madoka Magica и Fate/Zero, изобилующих сценами насилия. Финал и кульминация сюжета были благосклонно приняты критиками: так рецензенты, несмотря на трагичность судеб всех героев, признали концовку «сильной», а Ричард Эйсенбейс из Kotaku дополнительно ощутил «толику удовлетворения от судеб Кирицугу и Уэйвера». Обозреватель The Fandom Post отметил «одновременно и окончательный, и неполный» характер финала, «делающего его похожим на настоящую  жизнь», и испытал чувство удовлетворения от осознания разрешения оставшихся после войны конфликтов в рамках уже Fate/stay night.
В целом сюжет работы был сочтён критиками не уступающим по уровню визуальному роману Fate/stay night и способным рассматриваться как отдельное от основной франшизы Fate законченное произведение. Часть из них и вовсе расценила Fate/Zero превосходящим исходный визуальный роман практически по всем параметрам и способным завоевать новую ранее не знакомую с этой вымышленной вселенной аудиторию, а также за особенности сюжета удостоили сравнения с кинематографическими работами Кристофера Нолана и сериалом «Игра престолов».

### Аниме-адаптация
Непосредственно адаптационная часть сериала получила противоречивые оценки. Дизайн персонажей, отличавшийся сравнительной простотой, и его исполнение в виде ручной прорисовки заслужили положительные отзывы обозревателей. Также высоко была оценена плавность мультипликации, в том числе и по ходу боевых сцен, однако, на взгляд Карло Сантоса из Anime News Network, вне боёв анимация была выполнена на более примитивном уровне и периодически нарушала визуальное восприятие. Фоновые пейзажи, на взгляд рецензентов, отличались разнообразием визуальных деталей и были выполнены в подходящей сюжетной атмосфере цветовой гамме, что приводило к кинематографическому эффекту. Мнения о качестве использования 3D компьютерной графики в спецэффектах разошлись у ряда наблюдателей, часть из которых отмечала неудачность соединения прорисованных вручную персонажей и фонов с эффектами в некоторых сценах, другие же отмечали хорошую детализацию моделей в сценах сражений. Использованное звуковое сопровождение, представленное Юки Кадзиурой, напротив, единодушно было признано удачно подчёркивающим атмосферу сюжета благодаря использованию, как отдельных звуков, так и музыки с оркестровыми элементами. Японское озвучивание персонажей также получило одобрение критиков.
Нареканиями была встречена режиссёрская постановка ряда сцен: так финальные битвы между Котоминэ и Эмией, а также между Берсеркером и Сэйбер были признаны скомканными из-за прерывистого их показа и излишней скоротечности. По мнению обозревателя THEM Anime, это не позволяло полностью погрузиться во внутренний мир персонажей и вызывало у зрителя недостаточный эмоциональный отклик, а рецензент UK Anime Network на основании этого сделал вывод об отсутствии развития Сэйбер как персонажа во втором сезоне аниме. По мнению Чэпмена, Эй Аоки продемонстрировал недостаточное умение в сочетании диалогов и визуальной реакции персонажей; в качестве примера критик привёл сцену убийства Тосаки Токиоми, обладавшей потенциалом кульминационных сцен «Тетради смерти», но недостаточно, по его мнению, раскрытой. Рецензент Anime UK News, кроме того, определил постановку ряда диалоговых сцен как шаблонную, в частности периодическую экспозицию персонажей со спины во время разговора, что он связывал с вынужденным упрощением работы аниматоров. Однако постановка боевых сцен, в целом, получила одобрение за хорошую хореографию.
Мнения критиков разделились относительно восприятия оригинальных эпизодов экранизации. Так, две серии о детстве Эмии Кирицугу, вставленные во второй сезон сериала, по мнению обозревателя THEM Anime, надолго разрушали складывавшийся саспенс кульминационного момента и препятствовали дальнейшему погружению в атмосферу Войны Святого Грааля. Дополнительная серия первого сезона, посвящённая похождениям Тосаки Рин, рецензентами UK Anime Network и Tanuki.pl была расценена созданной исключительно в качестве фансервиса и признана нереалистичной, негармонирующей с общим течением сюжета.
Обозреватели выделяли неравномерность динамики сюжета первого и второго сезонов аниме-адаптации. Первый сезон, по ряду мнений, был излишне медлителен и изобиловал диалоговой частью, в том числе неуместными продолжительными тирадами по ходу боевых сцен. Второй же сезон, напротив, на взгляд обозревателей, отличался чрезмерным сжатием изначального сюжета. Вторая часть первого сезона и сцена битвы с Кастером, по некоторым мнениям, были необоснованно затянуты. Джейкоб Чэпмен отметил возможную ошибку восприятия зрителями характера отношений между Хисау Майей и Эмией Кирицугу из-за недостаточно убедительной передачи первоисточника через игру персонажей. Также было отмечено, что те же самые диалоговые сцены представленные в формате ранобэ выглядели, по мнению критиков, убедительнее по причине более отчётливой передачи деталей образов и настроений героев по сравнению с аниме-адаптацией. Карло Сантос предположил, что выбранный формат сериала из 25-минутных серий являлся неподходящим для экранизации исходного литературного материала.

### Манга-адаптация
Поскольку публикация манги стартовала в тот же год, что и коммерческое переиздание ранобэ, и аниме-экранизация студии ufotable, то все критики проводили сравнение в рамках уже известных им деталей сюжета. Так обозреватель Anime UK News отмечал нарушение хронологии событий, изображённых в манге, по сравнению с первоисточником (например, призыв Сэйбер предшествует в ней договору между семьёй Тосака и Котоминэ Кирэем, хотя последний произошёл на три года раньше). Однако рецензент интернет-портала Manga-News отметил лучшее объяснение некоторых сюжетных элементов по сравнению с аниме, в частности особенности умений персонажей и базисных понятий Войны Святого Грааля. Тем не менее, ряд эпизодов был, по мнению критиков, опущен, что с одной стороны положительно сказалось на сокращении диалоговой части, но слишком отодвинуло на второй план ряд сюжетных линий.
Демонстрация начала повествования от лица Эмии Кирицугу и дальнейшая преимущественная фиксация внимания на нём, на взгляд Anime UK News, слишком настойчиво выставляет персонажа в качестве трагического героя, что было более естественно, по мнению критика, выполнено в ранобэ и аниме-адаптации, где зрителю самому предоставлялось судить о деталях его образа. Также критик полагал, что вместо подобного начала уместнее было бы начать с детских эпизодов Кирицугу, не рассказывая о них лишь в десятом танкобоне. Сцены битв были признаны Manga-News выполненными качественно, с хорошей интерактивностью, в том числе благодаря уместному использованию различных оттенков чёрного цвета и стилизованной ономатопеи. Вслед за аниме-адаптацией темп повествования в томах с пятого по восьмой был признан сниженным и использующем неоправданно большие объёмы текста, что требовало внимательного чтения.
Стиль мангаки Синдзиро был воспринят частью рецензентов с долей скепсиса по сравнению с визуальными образами ufotable. Обозреватель Anime UK News отмечал более комичную передачу дизайна персонажей, из-за приближенных к тиби-стилю женских и более выраженных бисёнэн-характеров мужских образов, однако признавал, что изначальный стиль Такаси Такэути сохранён. Критик Manga-News отмечал неудачность подачи ряда комических ситуаций, передержку фокуса на отдельных героях в ряде сцен, но с положительной стороны выделял аккуратное использование обводки, выборы углов зрения на сцену, а также оттенков и глубины резкости, что в совокупности создавало атмосферу сходную с оригинальным произведением. Из-за отсутствия оригинальных сцен или ввода дополнительных по сравнению с ранобэ деталей в Anime UK News сочли работу «выполненной неплохо, но достойной внимания только коллекционеров манги».